# Papugalepsus
Papugalepsus es un género de mantis  (insectos del orden Mantodea) que cuenta con las siguientes especies. Es originario de Nueva Guinea.

## Especies
- Papugalepsus alatus
- Papugalepsus elongatus